# Draba aleutica
Draba aleutica är en korsblommig växtart som beskrevs av E. Ekman och Oskar Eric Gunnar Hultén. Draba aleutica ingår i släktet drabor, och familjen korsblommiga växter. Inga underarter finns listade i Catalogue of Life.